# アイス・キャッスル
『アイス・キャッスル』（Ice Castles）は、1978年のアメリカ映画。
当時フィギュアスケート界のアイドルだったリン＝ホリー・ジョンソンをヒロインに迎えたラブ・ストーリーを絡めたスポコン系ドラマ。
2009年に女優デビューした現役フィギュアスケーター、テイラー・ファース（全米選手権16位）によりリメイクされている。

## あらすじ
フィギュアスケート選手を目指し、ただひたすら練習に打ち込む アレクシス "レクシー" ・ウィンストンは、コーチのデボラに見出され、家を離れてアイオワでトレーニングを受ける。しかしある日、スポンサーを招いたパーティーを抜け出し、一人リンクで滑っていて転倒、失明してしまう。その後ホッケー選手である恋人のニックの励ましもあり、ハンデを隠して地区大会に出場するが、彼女には試練が待ち受けていた。

## キャスト
- リン＝ホリー・ジョンソン：アレクシー・ウィンストン
- ロビー・ベンソン：ニック・ピーターソン
- トム・スケリット：マーカス・ウィンストン
- コリーン・デューハースト：ビウラ
- ジェニファー・ウォーレン：デボラ
- デヴィッド・ハフマン：ブライアン

## スタッフ
- 監督：ドナルド・ライ
- 製作：ジョン・ケメニー
- 原作：ゲイリー・M・バイム
- 脚本：ドナルド・ライ、ゲイリー・M・バイム
- 撮影：ビル・バトラー
- 作詞：キャロル・ベイヤー・セイガー
- 音楽：マーヴィン・ハムリッシュ